# Kamil Bogumił Czarnecki
Kamil Bogumił Czarnecki (ur. 5 sierpnia 1912 w Biskupiczach, zm. 2 czerwca 2001 w Londynie) – oficer kawalerii Wojska Polskiego, pułkownik dyplomowany inżynier Polskich Sił Zbrojnych, działacz kombatancki.

## Życiorys
Urodził się 5 sierpnia 1912 w Biskupiczach. Był synem Janusza Czarneckiego (porucznik kawalerii Wojska Polskiego, dowódca 4 szwadronu 15 pułku ułanów, odznaczony Orderem Virtuti Militari za wojnę z bolszewikami) i Marii z domu Deak. Miał dwóch braci, z których jeden (Michał) zmarł w młodości, a drugim był Marian Norbert Czarnecki (1911–1981, także oficer Wojska Polskiego). Po przedwczesnej śmierci rodziców edukację w Wojsku Polskim braci Czarneckich wspierał płk Władysław Anders, przyjaciel ich ojca. 
W latach 1931–1933 był podchorążym Szkoły Podchorążych Kawalerii w Grudziądzu. 5 sierpnia 1933 roku Prezydent RP Ignacy Mościcki mianował go podporucznikiem ze starszeństwem z dniem 15 sierpnia 1933 roku i 64. lokatą w korpusie oficerów kawalerii, a Minister Spraw Wojskowych wcielił do 1 pułku ułanów w Augustowie. Na stopień porucznika został mianowany ze starszeństwem z 19 marca 1937 i 20. lokatą w korpusie oficerów kawalerii. W marcu 1939, jako student Politechniki Warszawskiej był przydzielony do Komendy Miasta Warszawa. Po ukończeniu studiów uzyskał tytuł inżyniera. 
Po wybuchu II wojny światowej brał udział w kampanii wrześniowej, a po przedostaniu się do Francji został oficerem Wojska Polskiego we Francji w szeregach 10 Brygady Kawalerii Pancernej, dowodzonej przez Stanisława Maczka. Po przedostaniu się do Wielkiej Brytanii służył w Sztabie Naczelnego Wodza. Później ukończył Wyższą Szkole Dowodzenia w USA. Wraz z bratem Marianem był żołnierzem 1 Dywizji Pancernej dowodzonej przez gen. Stanisława Maczka, pełnił funkcję oficera operacyjnego jednostki, obaj bracia pod koniec lipca 1944 byli desantowani w Arromanches (Kamil był wówczas w stopniu rotmistrza).
Po wojnie uchwałą z 26 września 1946 Tymczasowego Rządu Jedności Narodowej Edwarda Osóbki-Morawskiego, wraz z 75 innymi oficerami Wojska Polskiego, został pozbawiony obywatelstwa polskiego, które przywrócono mu w 1971. Wówczas, podobnie jak inni ukarani oficerowie, otrzymał powiadomienie o przywróceniu obywatelstwa, w formie otrzymanej w styczniu 1972 od konsula generalnego RP w Londynie korespondencji następującej treści: 

Szanowny Panie,

Konsulat Generalny uprzejmie zawiadamia, że Rada Ministrów Polskiej Rzeczypospolitej Ludowej w dniu 23 listopada 1971 roku anulowała uchwałę Rady Ministrów Rzeczypospolitej Polskiej z dnia 26 września 1946 roku o pozbawieniu Pana polskiego obywatelstwa.
Łączę wyrazy szacunku
Mieczysław Hara
konsul generalny

Przyjął obywatelstwo brytyjskie. Został absolwentem Columbus Ohio State University. Uzyskał wykształcenie w zakresie technologii materiałów. Założył i kierował Kołem Polskich Oficerów Dyplomowanych w Wielkiej Brytanii. Był dwukrotnie prezesem Ogniska Polskiego w Londynie w latach 1974–1976 oraz 1978–1988.

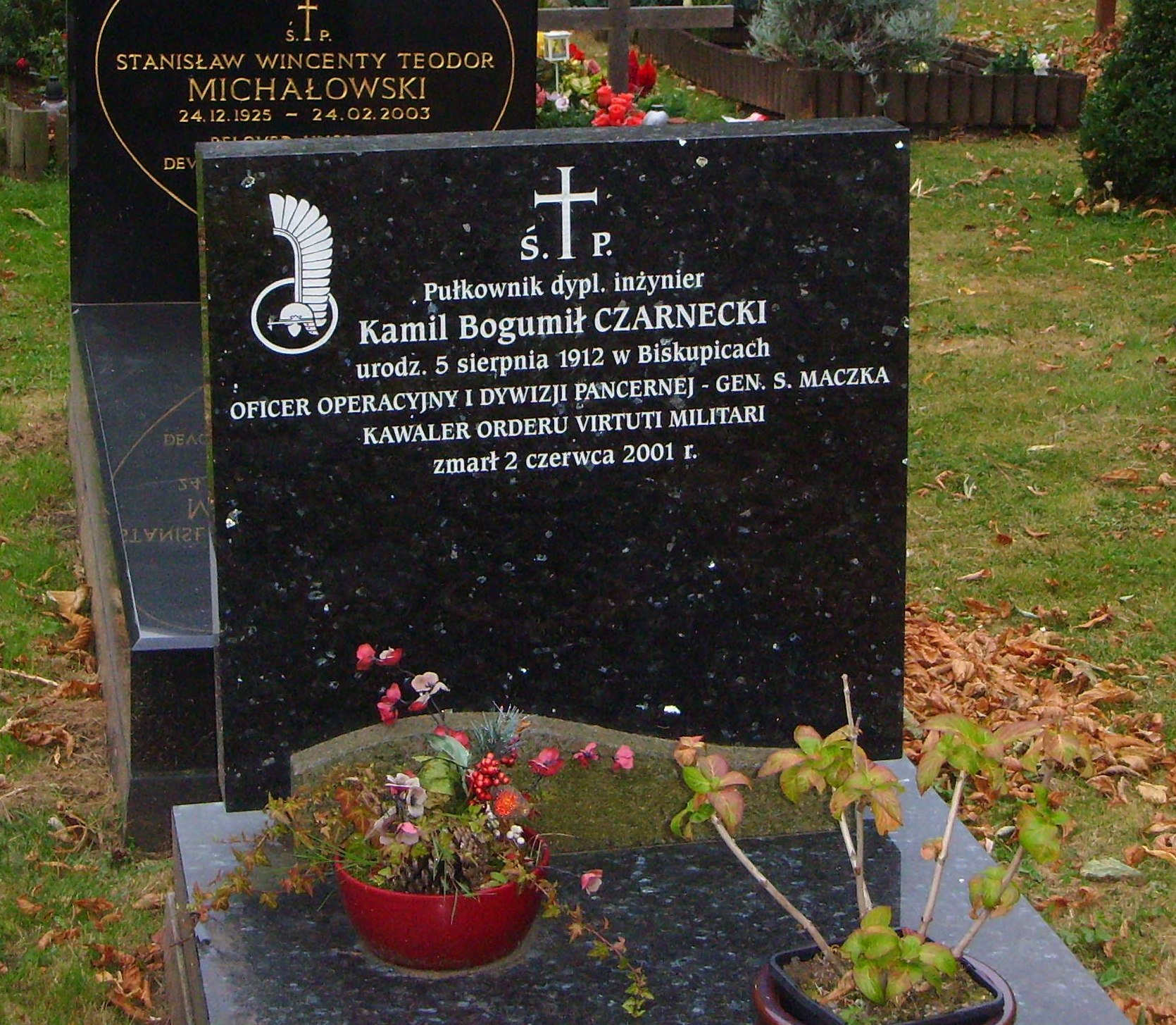
Nagrobek Kamila B. Czarneckiego na cmentarzu Gunnersbury w Londynie (2009)

Zmarł 2 czerwca 2001 w Londynie. Pierwotnie był pochowany na cmentarzu Gunnersbury w Londynie. 24 czerwca 2011 prochy Kamila i Mariana Czarneckch zostały pochowane obok siebie w Kwaterze Żołnierzy Polskich Sił Zbrojnych na Cmentarzu Wojskowym na Powązkach w Warszawie (kwatera 20D kol. I 3 10).
Jego żoną została Irena Delmar-Czarnecka, aktorka, śpiewaczka, prezes ZASP za Granicą. W Londynie Irena i Kamil Czarneccy przyjaźnili się z gen. Andersem i jego żoną Ireną (generał spędził u Czarneckich ostatni dzień życia).

## Ordery i odznaczenia
- Krzyż Srebrny Orderu Virtuti Militari[13]
- Krzyż Oficerski Orderu Odrodzenia Polski (19 marca 1986, za wieloletnią owocną pracę niepodległościową i społeczną w Anglii)[14]
- Krzyż Walecznych – dwukrotnie
- Złoty Krzyż Zasługi z Mieczami
- Medal Wojska[15]
- Krzyż Wojenny (Francja)[15]
- Medale bojowe polskie, francuskie, belgijskie i brytyjskie